# Īrāncheh
Īrāncheh (persiska: يران, يرانچِه, ايرانچه) är en ort i Iran.   Den ligger i provinsen Chahar Mahal och Bakhtiari, i den centrala delen av landet, 400 km söder om huvudstaden Teheran. Īrāncheh ligger 2 082 meter över havet och antalet invånare är 523.
Terrängen runt Īrāncheh är varierad.Runt Īrāncheh är det ganska tätbefolkat, med 62 invånare per kvadratkilometer. Närmaste större samhälle är Sefīd Dasht, 15,0 km öster om Īrāncheh. Trakten runt Īrāncheh består i huvudsak av gräsmarker.